# Theodor Bogler
Theodor Bogler OSB (* 10. April 1897 in Hofgeismar; † 13. Juni 1968 in Andernach) war ein deutscher Keramiker und Benediktinermönch.

## Leben

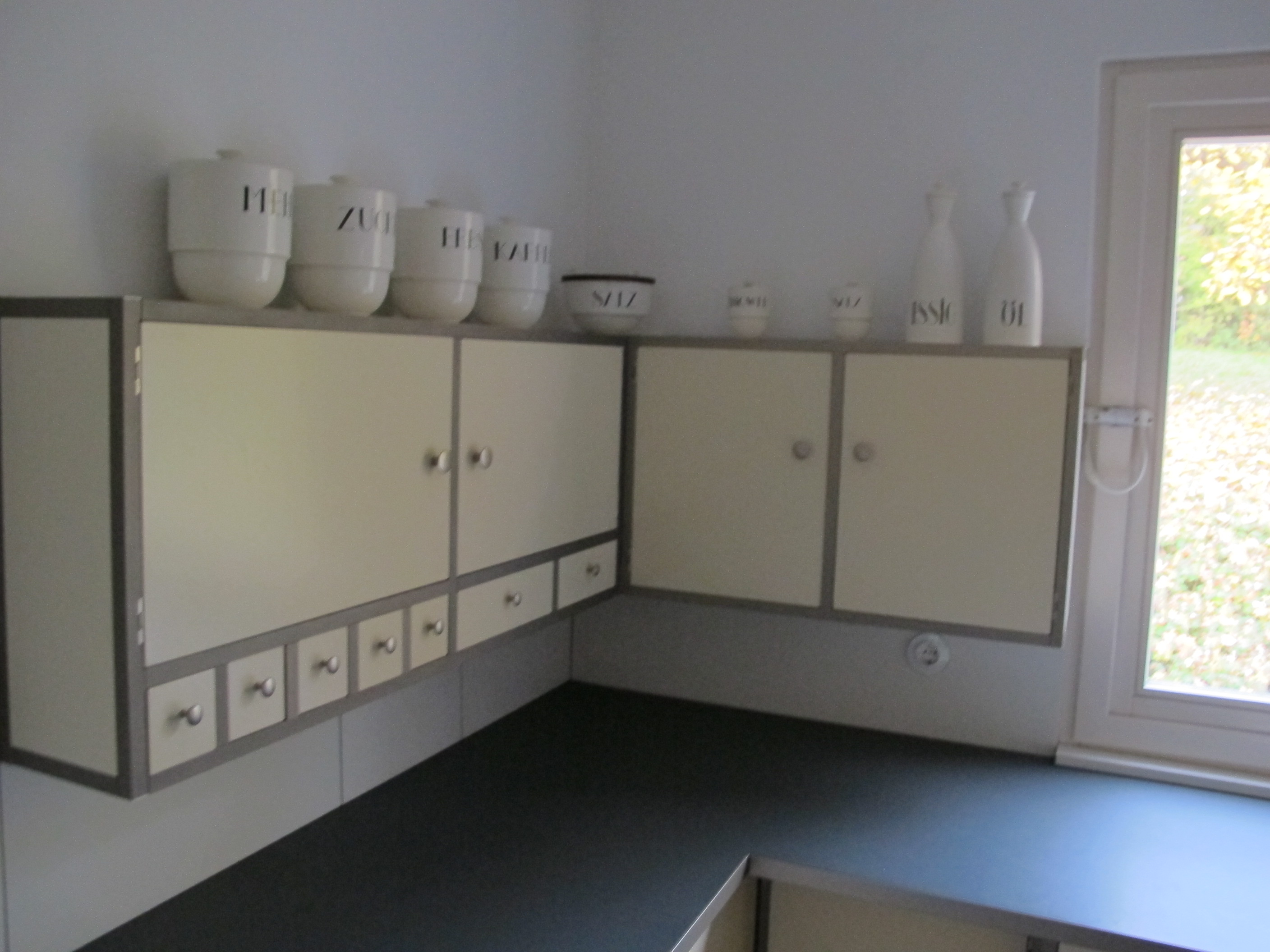
Küche im Musterhaus Am Horn (Weimar) mit Bogler-Vorratsdosen

Bogler war ein Enkel des Wiesbadener Architekten Wilhelm Bogler und Bruder des Malers Friedrich Wilhelm Bogler. Nach seinem Dienst als Offizier im Ersten Weltkrieg studierte er von 1919 bis 1920 am Staatlichen Bauhaus in Weimar, absolvierte den Vorkurs bei Johannes Itten und besuchte den Unterricht bei Lyonel Feininger. Das Sommersemester 1920 führte ihn nach München, wo er Architektur- und Kunstgeschichte an der Ludwig-Maximilians-Universität und an der Technischen Hochschule studierte. Anschließend besuchte er bis 1924 die Keramische Werkstatt am Bauhaus in Dornburg nahe Weimar. Dort erlernte Bogler das Töpferhandwerk, 1922 legte er die Gesellenprüfung ab. 1923 entwarf Bogler für die Küche des Musterhauses Am Horn in Weimar die Bogler-Vorratsdosen, die als Klassiker der Moderne gelten. 1924 übernahm er dort die kaufmännische Leitung, sein Schwager Otto Lindig war technischer Leiter. Von 1925 bis 1926 leitete Bogler die Modell- und Formwerkstatt des Veltener Werks der Steingutfabriken Velten-Vordamm. Zwischen 1934 und 1938 arbeitete er mit den HB-Werkstätten für Keramik in Marwitz zusammen.
1922 hatte er die Witwe eines Hauptmanns geheiratet, die zwei Kinder mit in die Ehe brachte. Nach dem Tod seiner Frau 1925 wurde Bogler katholisch. 1927 trat er in die Benediktiner-Abtei Maria Laach ein. Er studierte Philosophie und Theologie; die Priesterweihe empfing er am 11. September 1932. Von 1938 bis 1948 war Bogler Prior der Abtei. In der Zeit von 1934 bis 1939 und ein zweites Mal von 1947 bis 1956 leitete er die Restaurierungsarbeiten an der Basilika von Maria Laach. Von 1948 bis zu seinem Tod war er Leiter des Kunstverlags Ars liturgica und damit klösterlicher Leiter der Kunstwerkstätten der Abtei, zu denen unter anderem die von Alphons Biermann als künstlerischem Leiter geführte Bildhauerei gehörte.

## Schriften
- Maria Laach. Vergangenheit und Gegenwart der Abtei am Laacher See.
- Muenster am See.
- Abteikirche Maria Laach. (Kurzführer)
- Münster am See. Landschaft / Kunst / Kultur / Geschichte / Gegenwart. Ein Laacher Lese- und Bilderbuch.
- Suche den Frieden und jage ihm nach.
- Der Glaube von Gestern und Morgen. Briefe an einen jungen Soldaten.
- Soldat und Mönch. Ein Bekenntnisbuch.
- Weg - Wahrheit - Leben. Meditationen.
- Ist der Mensch von heute noch liturgiefähig?
- Deutsche Liturgie? Sind wir auf den Weg dahin?
- Das Sakrale im Widerspruch.
- Mönchtum - Ärgernis oder Botschaft?
- Priestertum und Mönchtum.
- Ein Mönch erzählt.
- Beten und Arbeiten. Aus Geschichte und Gegenwart benediktinischen Lebens.
- Mönchtum und Liturgie.
- Weihnachten heute. Das Weihnachtsfest in der pluralistischen Gesellschaft.
- Aphorismen zur christlichen Kunst. 1954.
- Maria in Liturgie und Lehrwort.
- Tod und Leben. Von den letzten Dingen.
- Leben aus der Taufe.
- Schöpfergeist und Neuschöpfung.